# Mormolyca vanillosma
Mormolyca vanillosma är en orkidéart som först beskrevs av Eric Alston Christenson, och fick sitt nu gällande namn av Julian Mark Hugh Shaw. Mormolyca vanillosma ingår i släktet Mormolyca och familjen orkidéer. Inga underarter finns listade i Catalogue of Life.